# Póka Angéla
Póka Angéla (Budapest, Magyarország, 1974. május 20. –) magyar énekesnő.

## Élete
Tízéves volt, amikor édesanyjával és testvérével elhagyták Magyarországot. Németországba mentek, majd az Egyesült Államokban telepedtek le. Kisgyermekkorától énekelt, ám az első igazán meghatározó zenei élményét 1987-ben szerezte: az Alhambra High School-ban a Grease című musical szereplőválogatásán a több mint 200 jelentkező közül őt választották ki a négy női szerep egyikére.
Tizennégy éves volt, amikor a Los Angeles County School for the Performing Arts középiskolában felvették az intézmény főiskolai karának gospel-szakára. Középiskolai tanulmányai mellett elvégezte a főiskolát, ahol többek között Barry White, Tina Key és John Kupka szemináriumain vett részt. Az 1992-es évben neki ítélték az „Outstanding achievement for vocal performance in music” díjat, amelyet a főiskolán a legkiemelkedőbb zenei előadásért adnak. 1992-ben diplomázott.
1993-tól 94-ig a Glendale Community College jazz performance kórusának volt tagja. Amint a hazai politikai helyzet megengedte (1990-től), minden nyarát Magyarországon töltötte. 1995-ben úgy határozott, hogy hosszabb időre is hazalátogat, véglegesen pedig 2001-ben költözött Magyarországra. 1995-től 1997-ig a budapesti Angyal Bár, majd 1998-tól 2004-ig az Articsóka étterem állandó fellépője volt, ahol soul és gospel darabokból összeállított egész estés műsorát adta elő. 1999-ben az első, majd 2000-ben a második „Dívák éjszakáján” is énekelt (melyeken még Szulák Andrea, Malek Andrea, Miklósa Erika, Keresztes Ildikó, Pándi Piroska és Király Linda lépett fel). 2003-tól egy budapesti nyelviskolában tanított angolt.

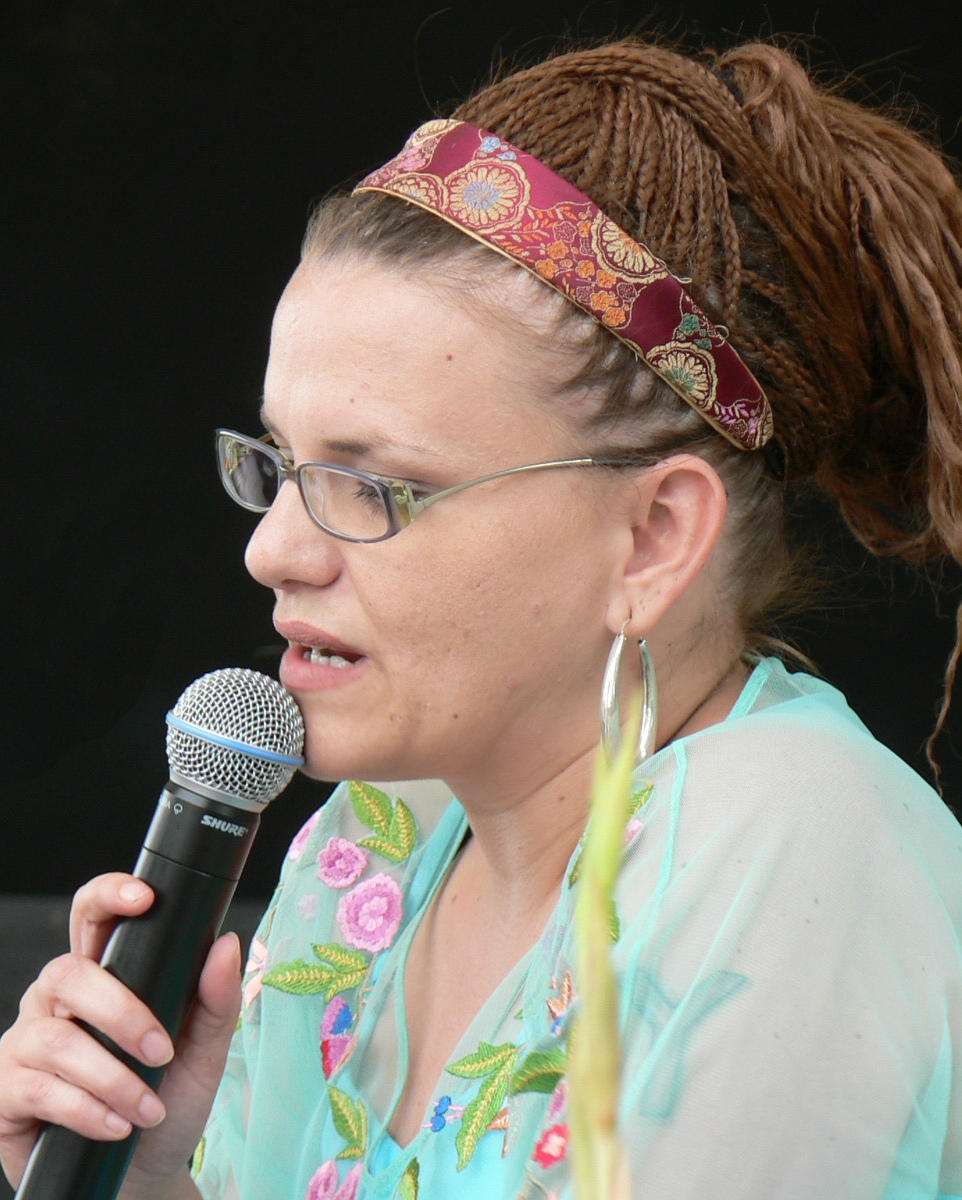
Póka Angéla 2007-ben

2005-ben jelentkezett a Megasztár 3 című televíziós műsorba, amelyen harmadik helyezést ért el. 2006 novemberében megjelent a Dalok a döntőből című albuma a Megasztárban énekelt dalokból, amely másfél hónap után aranylemez lett.
2006 óta két formációnak is tagja: énekese a Fekete Tej nevű blues-együttesnek, valamint a Chieffoundation zenekarnak.
2009-ben a Merlin Színházban mutatták be a Tiszta kosz című előadást. Partnere: Szabó Győző, a rendező Rohonyi Gábor. A zenész társak: Nagy Szabolcs, Szabó Tamás, Rigó Tamás / Szász Ferenc Jr. Az előadás hanganyaga CD-n is megjelent.

## Külső hivatkozások
- Póka Angéla a PORT.hu-n (magyarul)
- Póka Angéla hivatalos honlapja